# Rally Cataluña de 1976
El Rally Cataluña de 1976, oficialmente 12.º Rally Cataluña-7.º Rally de las Cavas Trofeo Segura Viudas, fue la decimosegunda edición y la decimocuarta ronda de la temporada 1976 del Campeonato de España de Rally. Se celebró del 13 al 14 de noviembre y contó con un itinerario de diecinueve tramos. Con Antonio Zanini ya como campeón de España quedaba por saber quien se llevaría el subcampeonato que podría quedar decidido en el Cataluña. Los pilotos candidatos eran Marc Etchebers, aunque este finalmente no se inscribió en el Cataluña, Beny Fernández, Salvador Cañellas, Jorge de Bagration y en menor medida José María Fernández.
Noventa y un equipos se inscribieron en la prueba aunque tomaron la salida desde la heredad Segura Viudas solo ochenta y dos con las ausencias destacadas de Ricardo Muñoz y Carlos Trabado ambos con montura semioficial SEAT. Por las condiciones meteorológicas la organización decidió permitir el uso neumáticos con clavos en varios tramos por la alta probabilidad de nevadas especialmente la parte final que transcurría por Andorra.
El andorrano Joan Aleix fue el más rápido en el primer tramo del recorrido pero luego Jorge de Bagration fue el más rápido y se puso en cabeza de la clasificación en la primera etapa seguido de cerca por Zanini, J. M. Fernández y Cañellas. En la segunda etapa el motor de Zanini empezó a perder aceite y esto sumado al accidente que sufrió el vehículo de asistencia le impidió continuar en carrera. Bagration lideró en solitario a partir de ahí y el interés de la carrera se centró en la pelea por el segundo y tercer puesto. Aunque Fernández aguantó en los tramos de asfalto, en las especiales sobre tierra su Porsche sufrió una avería en la caja de cambios que le dejó sin dos marchas. Cañellas aprovechó la situación y consiguió reducir la ventaja que le llevaba su rival en más de tres minutos e incluso sobre Bagration también con ligeros problemas en su Lancia Stratos. 
La prueba terminó con victoria de Bagration, segundo Cañellas por delante de Fernández por tan solo seis segundos y este por tan solo un segundo sobre Joan Aleix que no alcanzó el podio pero el cuarto puesto le sirvió para proclamarse campeón de Andorra. En el grupo 1 una bonita pelea entre Claudi Caba y Beny Fernández se inclinó en favor del segundo, gracias a los abandonos de sus rivales mientras que en grupo 2 pelearon hata cuatro pilotos por el triunfo: Rottier, Franquesa, Bohigas y Zorrilla. Este último vencedor en la categoría y séptimo de la general. En la categoría femenina también se decidió el título nacional que fue para Pepa Ruedas.

## Itinerario
| Día     | Tramo | Nombre              |
| ------- | ----- | ------------------- |
| Etapa 1 | TC1   | Santa Candia        |
| Etapa 1 | TC2   | Riques Altes        |
| Etapa 1 | TC3   | Santas Creus        |
| Etapa 1 | TC4   | La Llacuna          |
| Etapa 1 | TC5   | Les Cabories        |
| Etapa 2 | TC6   | Santa Creu d'Olarde |
| Etapa 2 | TC7   | Les Solanes         |
| Etapa 2 | TC8   | Estenalles          |
| Etapa 2 | TC9   | Les Solanes         |
| Etapa 2 | TC10  | Estenalles          |
| Etapa 2 | TC11  | Rellinars           |
| Etapa 2 | TC12  | Vilaredas           |
| Etapa 2 | TC13  | Gironella-Casserres |
| Etapa 2 | TC14  | La Mina             |
| Etapa 2 | TC15  | Coll de Port        |
| Etapa 2 | TC16  | Coll de la Gent     |
| Etapa 2 | TC17  | Coll de la Gallina  |
| Etapa 2 | TC18  | La Rabassa          |
| Etapa 2 | TC19  | La Comella          |

## Clasificación final
| Pos. | Piloto                | Copiloto        | Automóvil           | Tiempo  | Diferencia |
| ---- | --------------------- | --------------- | ------------------- | ------- | ---------- |
| 1.   | Jorge de Bagration    | Manuel Barbeito | Lancia Stratos HF   | 2:51:04 | 0.0        |
| 2.   | Salvador Cañellas     | Daniel Ferrater | SEAT 1430-1800      | 2:54:45 | +3:41      |
| 3.   | Josep María Fernández | Alfred Cortel   | Porsche 911 Carrera | 2:54:51 | +3:47      |
| 4.   | Joan Aleix            | Amadeu Codina   | Porsche 911 Carrera | 2:54:52 | +3:48      |
| 5.   | Jordi Cid             | Francisco Cobo  | Simca 1000 Rallye   | 3:03:27 | +12:23     |
| 6.   | Beny Fernández        | Miguel Brasa    | BMW 2002 Tii        | 3:05:30 | +14:26     |
| 7.   | José Antonio Zorrilla | Begoña Kaibel   | Simca 1000 Rallye   | 3:05:40 | +14:36     |
| 8.   | Jaime Bruxeda         | Ferrán Lecina   | Simca 1000 Rallye   | 3:08:24 | +17:20     |
| 9.   | Joan Franquesa        | Ramón Brucart   | SEAT 1430-1800      | 3:09:04 | +18:00     |
| 10.  | Amédée Rottier        | Cunillera       | SEAT 1430-1800      | 3:09:29 | +18:25     |